# Càrrega policial a la Universitat Autònoma de Barcelona
La càrrega policial a la Universitat Autònoma de Barcelona contra la comunitat universitària va tenir lloc el dijous 14 de gener de 1999. El grup de manifestants, format per aproximadament 200 persones, s'havia congregat per expressar el seu rebuig a l'aleshores president del govern espanyol, José María Aznar, que es trobava a Bellaterra per visitar el Centre Nacional de Microelectrònica de la Universitat Autònoma de Barcelona. Amb l'objectiu d'impedir la protesta, la policia nacional, violant l'autonomia universitària, va entrar dins el campus de Bellaterra, iniciant un assalt que va derivar en una batalla campal en la qual resultaren ferits més de 30 estudiants i 5 policies. Els fets foren objecte d'una gran polèmica i van tenir una gran repercussió mediàtica, política i social.

## Fets
El dijous 14 de gener de 1999 el llavors president del govern espanyol, José María Aznar, va fer una visita al Centre Nacional de Microelectrònica, ubicat al Campus de Bellaterra de la Universitat Autònoma de Barcelona. L'organització estudiantil Alternativa Estel havia organitzat una manifestació en senyal de protesta contra Aznar, la qual va aplegar uns 200 estudiants. Els manifestants exigien un increment del pressupost públic pel finançament de la universitat pública i van desplegar pancartes amb lemes com "PP, Partit Policial, marxeu".
Per tal de dissoldre la protesta, els agents de la policia nacional van iniciar una càrrega contra els protestants, la qual va acabar derivant en una autèntica batalla campal que va tenir com a escenari principal la facultat de lletres. Durant els disturbis, que van arribar a durar dues hores, la policia va repartir cops de porra i disparar bales de goma a la comunitat universitària.
Segons Ana Garriga, representant dels estudiants, la policia va iniciar la càrrega a base d'una pluja de pilotes de goma i cartutxos de sal que tenia per objectiu impedir l'avenç de la marxa estudiantil. La Delegació del Govern, en canvi, va replicar en un comunicat que els incidents s'havien produït quan un grup de manifestants violents havien impedit l'accés al centre del CSIC, llançant pedres, piles, objectes de metall i altres projectils.
La confrontació es va saldar amb una trentena d'estudiants ferits. Així mateix, altres membres de la comunitat universitària també van denunciar haver sigut víctimes dels incidents. Antoni Peral, cap de Logística i Medi Ambient de la UAB, va denunciar haver rebut un cop de porra quan intentava calmar els ànims. També, la responsable de protocol del rector va rebre l'impacte d'una pilota. Per part de la policia, cinc agents van ser resultar ferits. Segons fonts de la Jefatura Superior de Policía de Barcelona els agents van ser ferits per pedres, piles i tota mena d'objectes que els estudiants els van llançar.

## Reaccions

### El rector
El rector de la UAB, Carles Solà, va presentar immediatament una denúncia contra el Cos Nacional de Policia. En la roda de premsa celebrada al Jutjat de Cerdanyola l'endemà de la càrrega, el rector es va queixar del fet que el Govern no l'hagués informat fins al darrer moment de la visita d'Aznar al Centre Nacional de Microelectrònia, depenent del Ministeri d'Educació i Cultura, però instal·lat al campus universitari de la UAB. Solà va acusar la policia d'haver «violat l'autonomia universitària a l'envair sense autorització prèvia el campus» i va expressar el seu rebuig a l'actuació policial, la qual va titllar d'«acció totalment desproporcionada». També, el rector va expressar la seva «indignació i enèrgica protesta» a la delegada del Govern a Catalunya, Julia García-Valdecasas, i va condemnar l'actuació injustificada de certes autoritats que no havien sabut actuar amb el respecte a la universitat que les normes més elementals de convivència i de sensibilitat democràtiques exigeixen. La denúncia que el rector va interposar es dirigia contra els responsables de l'actuació del Cos Nacional de Policia, als quals acusava d'haver «violat l'exercici del dret democràtic a l'expressió pacífica» i als quals responsabilitzava dels danys físics i materials causats al campus universitari. Solà va concloure que «s'hauria de retrocedir a èpoques anteriors a la democràcia per recordar una actuació similar de la policía en un recinte universitari».

### El Degà de la facultat de lletres
El degà de la facultat de lletres, Manuel Pallarès, sumant-se a les queixes del rector, va explicar que després dels primers incidents, en els quals la policia havia disparat bales de goma, va pactar amb els agents que no intervinguessin més i que la protesta pogués seguir de manera no bel·ligerant. No obstant, quant els protestants avançaven de manera pacífica i amb les mans enlaire, la policia va tornar a disparar. Queixant-se de la violenta intervenció policial, Pallarès va condemnar que els estudiants fossin «perseguits armes en mà fins a la facultat».

### L'oposició
Tots els grups polítics de l'oposició, formats pel PSC, IC-Verds, ERC, EUiA i PI, van coincidir en demanar la dimissió de la delegada del Govern a Catalunya, Julia García-Valdecasas, per la polèmica i desproporcionada actuació policial. Així mateix, el sindicat UGT i la secció juvenil del PSOE es van sumar a les crítiques a la policia i també van demanar la dimissió de Valdecasas.
El PSC va comparar els fets succeïts amb les actuacions de la policia en èpoques de Francisco García-Valdecasas (pare de la delegada del Govern), que fou rector de la UB durant el franquisme, i va demanar la compareixença urgent al Congrés del Ministre de l'Interior, Jaime Mayor Oreja, per explicar la «brutal actuació de la policia». També, Pasqual Maragall va defensar al rector i li va donar raó per haver posat una denúncia, alhora que va aprofitar l'avinentesa per criticar a Pujol per a «no mullar-se» sobre el tema.
Joan Saura, d'IC, va criticar el talant autoritari i la mentalitat repressiva del PP, així com la incompetència de la delegada del govern.
ERC va demanar la compareixença del Conseller de Governació al Parlament i va expressar estar estudiant la possibilitat de sumar-se a les accions judicials del rector contra els responsables de la càrrega policial.
A nivell espanyol, el PSOE va qualificar l'actuació policial de «brutal i pròpia del franquisme» i es va sumar a la petició de cessament de Julia Valdecasas formulada pel PSC. Pel que fa a IU, Rosa Aguilar va manifestar que la «brutal càrrega policial» té «responsables polítics», l'actuació dels quals recorda més a «l'etapa de la dictadura franquista que a un Estat de convivència democràtica». IU es va reservar el dret a sol·licitar la convocatòria de la Diputació Permanent.

### Convergència i Unió
Convergència i Unió, que governava Catalunya, tampoc es va quedar al marge de criticar la polèmica actuació policial. Joaquim Molins, dirigent i alcaldable de CiU per Barcelona, va admetre que l'actuació policial fou desproporcionada i va exigir una investigació dels fets. Per altra banda, Jordi Petit, secretari general adjunt d'UDC, va expressar un ferm rebuig als incidents, afirmant que l'actuació policial «ha vulnerat de manera greu els drets de manifestació, expressió i d'autonomia universitària». També, Came-Laura Gil, portaveu d'educació de CiU, va denunciar la manipulació de Televisió Espanyola, que només havia mostrat a joves llançant pedres i no les imatges que demostraven que la policia pegava als estudiants pel sol fet de cridar contra Aznar.
Arran de les crítiques de Pasqual Maragall a Jordi Pujol, el diumenge 17 també el president de la Generalitat es va veure obligat a pronunciar-se sobre el tema. Jordi Pujol va qualificar els fets de «molt greus» i, en referència a les acusacions de Maragall, va afegir que el Govern va actuar «com calia» i que abans de posicionar-se li corresponia d'informar-se i de «prendre els mesures que em corresponen per què fets tan greus no es repeteixin».

### Els estudiants
L'endemà mateix dels incidents, el divendres 15, els estudiants van organitzar una manifestació encapçalada per una pancarta amb el lema "Aquesta és la seva democràcia: PP=Partit Policial". Hi van acudir estudiants de totes les universitats de Barcelona i va comptar amb una assistència de 3.000 persones. Entre els assistents, hi foren presents Josep-Lluís Carod Rovira, secretari general d'ERC, Joan Saura, d'IC-Els Verds, dirigents del PSC, del PI i altres dirigents sindicals. La manifestació va començar a la plaça de Catalunya de Barcelona i les consignes més corejades foren la de la dimissió de Valdecasas. A l'arribar a la Delegació del Govern, es van llançar ous, tomàquets i ampolles de vidre a la façana.
El rector de la Universitat Pompeu Fabra havia decidit suspendre les classes a partir del migdia perquè els estudiants poguessin anar a la manifestació.
Per altra banda, els alumnes de la Universitat Rovira i Virgili, a Tarragona, van decretar una jornada de vaga pel dilluns 18, en solidaritat amb els estudiants de la UAB.
A més de la manifestació, l'Assemblea d'Estudiants va sol·licitar la convocatòria urgent d'un Claustre extraordinari per condemnar els fets i depurar responsabilitats.

## El claustre declara Aznar "persona non grata"
El dilluns 18 de gener, 5 dies després de la batalla campal, el rector va convocar un claustre extraordinari en resposta a la demanda dels estudiants, que demanaven la seva dimissió.
Carles Solà va posar a disposició el seu càrrec però fou ratificat per una àmplia majoria. Seguidament, el claustre va votar una moció per declarar "persona non grata" a José María Aznar. La moció fou presentada pels estudiants, amb el suport de la secció sindical de CCOO de l'Autònoma i dels universitaris de Girona. Va prosperar amb 57 vots a favor, 51 en contra i 36 abstencions. En una segona moció, el claustre també va declarar "persona non grata" a la delegada del Govern a Catalunya, Julia Valdecasas, i al Cos Nacional de Policia. Aquesta moció fou aprovada per 60 vots a favor, 39 en contra i 45 abstencions. Les dues votacions es van fer a mà alçada i el professorat hi va votar majoritàriament en contra, a diferència dels estudiants i el PAS, que van votar favorablement a ambdues mocions.
Jaime Mayor Oreja, ministre de l'interior, va criticar la decisió de l'Autònoma, la qual va qualificar de «poc democràtica i poc tolerant». També Josep López de Lerma, portaveu de CiU al Congrés, va criticar la decisió del claustre, manifestant que la declaració de "persona non grata" li semblava «immerescuda per part del senyor Aznar».